# Nun
Ne doit pas être confondu avec Nūn.
| Phénicien | Hébreu        | Hébreu        | Hébreu        | Hébreu       | Hébreu       | Hébreu       |
|           | Forme normale | Forme normale | Forme normale | Forme finale | Forme finale | Forme finale |
| --------- | ------------- | ------------- | ------------- | ------------ | ------------ | ------------ |
| nun       | נ             | נ             |               | ן            | ן            |              |

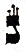
Nun

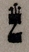
Nun inversé

Nun ou Noun (נ, prononcé /n/) est la quatorzième lettre de l'alphabet phénicien et de l'hébreu. La lettre phénicienne a donné le nu (Ν, ν) de l'alphabet grec, le N de l'alphabet latin et de son équivalent cyrillique. La vingt-cinquième lettre de l'alphabet arabe "ن" en est également dérivée.
Le caractère protosinaïtique correspondant représente un serpent. Le mot Noun signifie poisson ou serpent en araméen et c'est également la première lettre du mot serpent en hébreu נחש (Nahash). 
La valeur numérique de la lettre נ est 50 et celle de ן est 700.
Le caractère Unicode de נ est 05E0.

## Particularités
- Cette lettre fait partie des 7 lettres qui peuvent être couronnées de 3 taguim (תָּגִים).
 Ces 7 lettres sont : ג ז ט נ ע צ ש

- Dans le jeu du Dreydel, chacune des 4 faces de la toupie porte une lettre : נ ג ה ש qui sont les initiales de la phrase « Nes Gadol Haya Sham » = « un grand miracle s'est produit là-bas ». Lorsque les enfants jouent avec pendant la fête de Hanoucca, si la toupie tombe sur נ (Nun) - nisht, cela signifie un tour pour rien. (N comme « Nothing! » en anglais, nisht en yiddish)
- À 9 endroits dans la Bible apparait une lettre noun inversée (en miroir) : « noun hafoukha ». Il y en a 2 dans Nombres 10.35-36 et les 7 autres se trouvent dans le psaume 107.